# Ittigen
Ittigen är en ort och kommun i distriktet Bern-Mittelland i kantonen Bern, Schweiz. Kommunen har 11 628 invånare (2023).
I kommunen finns även ortsdelen Worblaufen.